# Coilia mystus
Coilia mystus är en fiskart som först beskrevs av Carl von Linné 1758.  Coilia mystus ingår i släktet Coilia och familjen Engraulidae. Inga underarter finns listade i Catalogue of Life.